# Lúky
Lúky é um município da Eslováquia, situado no distrito de Púchov, na região de Trenčín. Tem 7,74 km² de área e sua população em 2018 foi estimada em 928 habitantes.

## Demografia
| Ano:        | 1994 | 2004   | 2014   | 2024   |
| ----------- | ---- | ------ | ------ | ------ |
| Broj ljudi: | 942  | 952    | 912    | 901    |
| Razlika:    |      | +1,06% | -4,20% | -1,20% |

| Ano:               | 2023 | 2024   |
| ------------------ | ---- | ------ |
| Número de pessoas: | 892  | 901    |
| Diferença:         |      | +1,00% |